# Николай (Дегтярёв)
Епископ Николай (в миру Вадим Геннадьевич Дегтярёв; род. 2 октября 1963, в посёлке Пашковском, ныне микрорайон города Краснодара) — архиерей Русской православной церкви, епископ Черняховский и Славский.
Тезоименитство — 6 (19) декабря (память святителя Николая, архиепископа Мир Ликийского).

## Биография
В 1987 году окончил Московский институт электронной техники по специальности «Конструирование и производство радиоэлектронной аппаратуры». Работал инженером-конструктором радиоэлектроники на различных предприятиях, в том числе в космической отрасли. Окончил Смоленскую духовную семинарию.
18 августа 1996 года был рукоположён в сан пресвитера митрополитом Смоленским и Калининградским Кириллом. В декабре того же года назначен настоятелем храма Великомученика и Победоносца Георгия в городе Правдинске Калининградской области. По его словам, «нашёл в небольшом городе множество помощников. Храм восстанавливался не деньгами, а реальным участием людей. Для меня это очень дорого. Мы делали общее дело, и приход увеличивался с каждым годом». В восстановлении храма принимали участие представители немецкого землячества «Фридланд». 27 сентября 2005 года митрополит Смоленский и Калининградский Кирилл совершил чин освящения храма во имя святого великомученика Георгия Победоносца в Правдинске и во внимание к усердным трудам по его восстановлению наградил настоятеля храма священника Вадима Дегтярёва правом ношения наперсного креста.
В 2009 года указом патриарха Московского и всея Руси Кирилла был назначен на должность председателя церковного суда Калининградской епархии. Суд начал заседания в июне 2009 года.
21 марта 2010 года указом патриарха Московского и всея Руси Кирилла назначен на должность ключаря кафедрального собора Христа Спасителя города Калининграда. С 26 апреля собор Христа Спасителя (верхний храм) стал ежедневно открыт для верующих, а в самом храме организовано постоянное дежурство священнослужителей.
22 апрель 2012 года епископом Балтийским Серафимом (Мелконяном) награждён правом ношения палицы.

## Архиерейство
21 октября 2016 года решением Священного синода Русской православной церкви был избран епископом Черняховским и Славским.
26 октября в Свято-Никольском храме подворья монастыря Державной иконы Божией Матери города Калининграда епископ Калининградский и Балтийский Серафим (Мелконян) совершил монашеский постриг протоиерея Вадима Дегтярёва, с наречением нового имени в честь святителя Николая Чудотворца. 27 октября за Божественной литургией в храме святителя Николая Чудотворца подворья монастыря Державной иконы Божией Матери иеромонах Николай (Дегтярёв) был возведён в сан архимандрита. 28 октября в храме Всех святых, в земле Российской просиявших, патриаршей и синодальной резиденции в Даниловом ставропигиальном монастыре города Москвы состоялось наречение архимандрита Николая (Дегтярёва) во епископа Черняховского и Славского. 27 ноября в храме Всех святых в городе Гусеве Калининградской области была совершена хиротония архимандрита Николая во епископа Черняховского и Славского, которую совершили: Патриарх Кирилл, митрополит Санкт-Петербургский и Ладожский Варсонофий (Судаков), митрополит Смоленский и Рославльский Исидор (Тупикин), архиепископ Калининградский и Балтийский Серафим (Мелконян), архиепископ Солнечногорский Сергий (Чашин), епископ Бобруйский и Быховский Серафим (Белоножко), епископ Нарвский и Причудский Лазарь (Гуркин).